# José Fernando Puglia
José Fernando Puglia (São José do Rio Pardo, 23 de janeiro de 1937 - São Paulo, 6 de abril de 2015), conhecido no meio esportivo por Puglia, foi um futebolista brasileiro.

## Carreira
Atuava como meio-campista, jogando entre meados da década de 1950 até 1967 em clubes do Brasil, Europa e Estados Unidos da América. Seus clubes foram: Sociedade Esportiva Palmeiras, São Paulo Futebol Clube, Sporting Clube de Portugal, Unione Sportiva Città di Palermo, Juventus Football Club, Associazione Sportiva Bari, Santa Cruz Futebol Clube, Bangu Atlético Clube e Houston Stars.
Foi um dos primeiros brasileiros a jogar no Unione Sportiva Città di Palermo e no dia 16 de maio de 1960, jogou contra a Seleção Brasileira de Futebol, num amistoso com o seu time, o Sporting Clube de Portugal. Depois de aposentado, abriu uma revenda de automóveis e foi representante de uma empresa de ferragens.[carece de fontes?]